# Intel·ligència lògica-matemàtica
La intel·ligència lògica-matemàtica és la capacitat per utilitzar els nombres de manera efectiva i de raonar adequadament emprant el pensament lògic. És un dels tipus d'intel·ligència segons la classificació de Howard Gardner, creador de la Teoria de les intel·ligències múltiples. Aquesta intel·ligència, comunament es manifesta quan es treballa amb conceptes abstractes o argumentacions de caràcter complex.
Les persones que tenen un nivell alt en aquest tipus d'intel·ligència tenen sensibilitat per a realitzar esquemes i relacions lògiques, afirmacions, proposicions, funcions i altres abstraccions relacionades. Un exemple d'exercici intel·lectual de caràcter afí a aquesta intel·ligència és resoldre proves que mesuren el quocient intel·lectual.
També es refereix a un alt raonament numèric, la apacitat de resolució, comprensió i plantejament d'elements aritmètics, en general en la resolució de problemes.

## Nota
1. ↑  Juan Rodríguez. Literatura espanyola contemporània: materials auxiliars, textos i documents.  Univ. Autònoma de Barcelona, 1995, p. 52–. ISBN 9788449004490.
2. ↑  Carme Barba; Sebastià Capella. Ordenadores en las aulas.  Grao, 2010, p. 85–. ISBN 9788478279739 [Consulta: 11 abril 2011].